# Sadegh Moharrami
Sadegh Moharrami (persisch صادق محرمی; * 1. März 1996 in Hashtpar) ist ein iranischer Fußballspieler. Der Rechtsverteidiger steht beim fünfundzwanzigfachen kroatischen Meister Dinamo Zagreb unter Vertrag. Seit 2018 spielt er außerdem in der iranischen Fußballnationalmannschaft.

## Karriere
Moharrami begann seine Karriere bei Malavan Anzali in der Provinz Gilan. Zur Saison 2016/17 unterschrieb er einen Vertrag beim FC Persepolis und bestritt dort insgesamt 64 Partien. Im Sommer 2018 wechselte er ablösefrei zum kroatischen Erstligisten Dinamo Zagreb. Im selben Jahr berief Carlos Queiroz den Rechtsverteidiger in die Iranische Nationalmannschaft. Dort gab er am 11. September 2018 bei einem 1:0-Sieg gegen Usbekistan sein Debüt. Nach 23 Pflichtspieleinsätzen in seiner ersten Saison wechselte er 2019 auf Leihbasis zum NK Lokomotiva Zagreb. 2020 kehrte er zu Dinamo zurück. Zur Saison 2022/23 konnte er sich mit seiner Mannschaft für die Champions League qualifizieren. Am 6. September 2022 gab er beim 1:0-Sieg gegen den FC Chelsea seinen Einstand in der Königsklasse.

## Erfolge

### Vereine

#### FC Persepolis
- Iranischer Meister: 2017, 2018
- Iranischer Supercup-Sieger: 2018

#### Dinamo Zagreb
- Kroatischer Meister: 2019, 2020, 2021, 2022
- Kroatischer Pokalsieger: 2021